# Ujbat
L'Ujbat (in russo Уйбат?; in chakasso: Уйбат) è un fiume della Siberia Occidentale meridionale, affluente di sinistra dell'Abakan (bacino dello Enisej). Scorre nei rajon Ust'-Abakanskij e Askizskij della Chakasija, in Russia.

## Descrizione
La sorgente si trova a 4 km a nord-est del monte Izych (parte sud-orientale del Kuzneckij Alatau). Scorre prevalentemente in direzione est-sud-est. Ha una lunghezza di 162 km; l'area del suo bacino è di 3 420 km². Sfocia nell'Abakan a 53 km dalla foce, nei pressi del villaggio di Rajkov. La valle del fiume è dapprima tortuosa, poi si apre nella grande pianura alluvionale che si estende a sud-ovest delle città di Abakan e Černogorsk.